# Sosnowka (rejon gorkowski)
Sosnowka (ros. Сосновка) – wieś (dieriewnia) w Rosji, w obwodzie omskim, w rejonie gorkowskim. W 2010 liczyła 18 mieszkańców.